# Angiolo Profeti
Angiolo Profeti   (Castelfiorentino, 23 de maig de 1918 - Ferrara, 1981) va ser un atleta italià, especialista en el llançament de pes, que va competir entre les dècades de 19340 i 1950.
El 1952 va prendre part en els Jocs Olímpics de Hèlsinki, on fou dotzè en la prova del llançament de pes del programa d'atletisme.
En el seu palmarès destaquen una medalla de plata en la prova del llançament de pes al Campionat d'Europa d'atletisme de 1950, una de plata als Jocs del Mediterrani de 1951 i setze campionats nacionals, quinze de pes (1938, 1939, 1940, 1941, 1942, 1945, 1946, 1947, 1948, 1949, 1950, 1951, 1952, 1953, 1954) i un de disc (1950).

## Millors marques
- llançament de disc. 46.92 metres
- llançament de pes. 15.425 (1952)[1][4]